# Evangelion: 3.0 You Can (Not) Redo
«Євангеліон. Перебудова: Прискорення» (англ. Evangelion New Theatrical Edition: Quickening, Evangelion: 3.0, яп. ヱヴァンゲリヲン新劇場版：Ｑ Evangerion Shin Gekijōban: Kyū) — японський анімаційний фільм сценариста Хідеакі Анно і режисерів Казуї Цурамакі та Масаюкі. Це третій фільм із чотирьох тетралогії «Євангеліон. Перебудова», заснованій на оригінальному аніме 1995 року. Продюсером і дистриб'ютором фільму буде студія Khara. Дата виходу фільму в Японії призначена на 17 листопада 2012

## Виробництво
У вересні 2006 року фільм був оголошений як частина тетралогії «Євангеліон. Перебудова» з попередньою датою релізу влітку 2008 року разом з Evangelion:. Final.
До серпня 2011 року було зроблено кілька оновлень, такі як малюнок Шуічі Хейши, кінооператора та керівника комп'ютерної графіки на студії Khara, про «логотипи ранньої Єви 3.0 і Євангеліона 02 Анно».
Відповідаючи на запитання журналу Newtype в червні 2011 року про прогрес у роботі над фільмом, Андо сказав: «Просто будьте терплячі».

## Сюжет
Аска і Марі, пілоти Єви-02 і Єви-08, на навколоземній орбіті збираються захопити і доставити на поверхню планети контейнер, в якому запечатані Єва-01 з Шінджі. Земля виглядає криваво-червоною, без чіткої різниці між океанами та материками. Операція відбувається за планом, та раптом сенсори показують активність всередині контейнера і в ньому пробуджується Ангел.  Після недовгого бою Аска перемагає і доставляє контейнер на Землю. На Землі Каору спостерігає за цим і каже, що чекав на Ікарі. На кораблі в складі флоту, який знаходиться між льодів, невідомі люди звільняють Шінджі з Єви-01 і виводять з коми, після чого надягають йому на шию спеціальний нашийник, який повинен перешкодити хлопчикові пробудити Єву-01, вбивши його при загрозі, що це станеться. Серед незнайомців Ікарі зустрічає вже знайомих йому Місато Кацураґі, Аску і Ріцуко Акаґі. Всі вони поводяться з ним холодно, даючи зрозуміти, що не потребують його допомоги. Шінджі вимагає пояснень, але в цей час корабель, на якому він знаходиться, піддається атаці з-під води. Нападником виявляється новий Ангел. Його вдається знищити, піднявши в повітря разом з флотом з допомогою експериментального пристрою, встановленого на головному кораблі.
Після бою Шінджі дізнається, що Єва-01 в даний час є джерелом енергії для літаючого корабля Wunder, який належить організації WILLE, мета якої знищити NERV і всі Єви. Ріцуко повідомляє хлопчикові, що Рей Аянамі, яку Ікарі рятував наприкінці попереднього фільму, загинула. Від Аски, яка поводить себе щодо Шінджі дуже вороже, він дізнається, що був запечатаний в Єві-01  чотирнадцять років і що пілоти Єв не постаріли за цей час через так зване «прокляття Єви». У цей час Wunder атакує Єва-09, здавалося б, пілотована Рей, яка пробиваж корпус корабля і кличе Шінджі до себе. Хлопчик, збентежений холодним прийомом і думаючи, що його обдурили, сказавши про смерть Рей, іде на поклик. Ріцуко закликає Місато привести в дію нашийник, але та вагається, поки 9-та з хлопчиком не покидає зону дії пульта управління нашийником.
Шінджі опиняється в штаб-квартирі NERV, де його батько Ґендо повідомляє йому, що в потрібний момент він разом з Каору повинен буде керувати новою Євою, 13-ю. Потім Ґендо йде, не відповідаючи на питання сина. За минулі 14 років Геофронт сильно змінився, перетворившись на знелюднені руїни. З розмови Ґендо з Фуюцукі стає ясно, що керівник NERV як і раніше готовий довести до кінця комплементацію людства. Шінджі намагається зблизитися з Аянамі, але та поводиться безвольно і не пам'ятає про події минулого. Зате відносини Ікарі і Каору розвиваються набагато краще, завдяки чому Шінджі відчуває себе не так самотньо. Коли Шінджі запитує Каору, що сталося з людьми, яких він знав, Нагіса відводить його на руїни Геофронту і Токіо-3, пояснивши, що Шінджі, пробудивши Єву-01, коли рятував Аянамі, викликав Третій Удар, який знищив Токіо-3 з його населенням. Він також розповідає мету поточного проекту: вбити все живе на Землі, що дозволить створити істот, які несуть Плоди Життя.
У коридорі Шінджі зустрічає Фуюцукі, який запрошує його зіграти з ним у го. Під час гри він повідомляє хлопчикові, що його мати, Юі Аянамі, знаходиться всередині Єви-01 як система контролю, а Рей Аянамі належить до серії її клонів; та Рей, яка витягла Ікарі з корабля Wunder, є всього лише одним з клонів і не виявляє жодної з рис особистості оригіналу.
Через деякий час Єва-13 готова, але для неї потрібні два пілота, якими будуть Каору і Шінджі, та в останнього нервовий зрив. Він не хоче виконувати накази Ґендо і пілотувати Єву знову, хлопчик не вірить ні Євам, ні батькові, ні Місато, тому Каору, запропонувавши вірити йому, непоясненним чином знімає з Ікарі нашийник і одягає на себе. Нагіса повідомляє Шінджі, що його надія — це списи Лонгінія і Касія, які залишилися на місці вибуху в Догмі. Якщо їх захопити, то NERV не зможе почати Четвертий Удар, зате з допомогою Єви-13 і списів можна буде відновити світ.
Шінджі і Каору активують Єву-13 і в супроводі Єви-09, пілотованої Рей, відправляються в Догму до Ліліт. Ґендо тим часом говорить з членами SEELE, які тепер існують у вигляді чорних монолітів, після чого вимикає моноліти, очевидно позбавляючи їх життя, чого ті самі бажають. Коли пілоти Єв добираються до трупа Ліліт, який виглядає як величезна фігура Рей, отчена горами черепів, за ними туди ж прориваються Аска і Марі. В непідходящий момент батарея Єви Марі вичерпується і, поки триває заміна, Каору розуміє, що обидва списи однакові, а не різні, як очікувалося. Він просить Шінджі не виймати їх з трупа Ліліт, в цей час їх атакує Аска. Поки Шінджі сперечається і б'ється з Аскою, Каору намагається зрозуміти, чому обидва списи однакові. Нагіса просить Шінджі не чіпати списи, але той, перебуваючи в полоні бажання повернути колишній світ, все ж виймає їх. Ліліт розпадається, а Єва-13 при цьому видозмінюється, вирощуючи ще дві руки. За наказом Ґендо Рей обезголовлює Єву-06, випустивши дванадцятого Ангела, який поглинає Єву-13.
Пробуджена Єва-13 вилітає з Геофронту і піднімається в небо, починаючи Четвертий Удар. Каору розуміє, що він Ангел, причому перший Ангел, який тепер став тринадцятим. Wunder, намагаючись не допустити Удару, атакує Єву-13, сам у свою чергу стаючи об'єктом атаки з боку Єви-09. Рей втрачає контроль над Євою-09. Аска, намагаючись врятувати Wunder, починає самоліквідацію Єви-02, щоб знищити 9-ту, і катапультується з Єви. Щоб зупинити Четвертий Удар, Каору дозволяє нашийникові вбити себе на очах Шінджі. Він пронизує Єву-13 списами, нашийник вибухає, обезголовивши Каору, а Шінджі катапультується. Марі збиває Єву-13.
Четвертий Удар не відбувся, що, однак, не збентежило Ґендо, готового і до такого повороту подій. Через деякий час Аска знаходить капсулу з Шінджі і тягне його, повністю деморалізованого, через червону пустелю, якою стала територія Догми, за ними слідує Рей. Залишки Євангеліонів Рей та Аски кудись перевозить флот WILLE.

## Маркетинг
«Євангеліон. Прискорення» був попередньо показаний у вигляді трейлеру після кінцевих титрів «Євангеліон. Перебудова: Руйнування».
Сюжет трейлеру. Оповідач: «Єва-01 заморожена з Рей і Шінджі всередині. Токіо-3 і Геофронт покинуті. Всі співробітники Nerv заарештовані. Єва-06 спускається в Термінальну Догму. Пробудження Єви-08 і її пілота. Нарешті, збираються діти з грішною долею. Куди нас заведе історія про людей, що прагнуть життя? Дивіться далі — «Євангеліон. Прискорення». Вас чекає ще більше фансервісу!»
Серед зображень трейлера Evangelion: 3.0 також були показані:
- Зображення Третього Удару з висоти земної орбіти. Довгий предмет на високій швидкості протикає Єву-01: її рука, відновлена раніше під час битви з Ангелом, зникає, а початок Третього Удару відміняється. Місато здивовано запитує: «Що це?» У кадрі з'являється Єва-06, пілот якої — Каору. «Ось ми і зустрілися, Ікарі Шінджі. Тепер тільки ти повинен знайти щастя», — говорить він;
- Аска Ленглі Шикінамі не загинула в другому фільмі. У трейлері третього фільму вона показана з пов'язкою на лівому оці;
- Каору з чотирма персонажами, що стоять навпроти нього — видно тільки їхні тіні. Можливо, це Шінджі, Рей, Аска і Марі;
- Сердитий Кадзі, який кричить і вказує на когось пістолетом;
- Рей з трьома своїми маленькими копіями;
- Приватна розмова Марі з кимось (ім'я стерто в трейлері);

26 серпня 2011 року після телевізійної трансляції другого фільму тетралогії «Євангеліон. Перебудова» був випущений 15-секундний тизер, який показує кадри пілотування Аскою Єви 02 в просторі і попередню дату релізу «Євангеліон. Прискорення» — восени 2012 року.